# Kennedy Luchembe
Kennedy Luchembe (* 8. Juli 2001) ist ein sambischer Leichtathlet, der sich auf den Sprint spezialisiert hat. 2024 siegte er mit der sambischen 4-mal-400-Meter-Staffel bei den Afrikaspielen in Accra.

## Sportliche Laufbahn
Erste internationale Erfahrungen sammelte Kennedy Luchembe im Jahr 2017, als er bei den Juniorenafrikameisterschaften in Tlemcen in der ersten Runde im 400-Meter-Lauf nicht ins Ziel kam. Anschließend wurde er bei den U18-Weltmeisterschaften in Nairobi in der Vorrunde disqualifiziert und siegte dann mit 47,63 s bei den Commonwealth Youth Games in Nassau. Im Jahr darauf schied er bei den U20-Weltmeisterschaften in Tampere mit 47,35 s im Halbfinale aus und siegte dann mit 46,21 s bei den Jugend-Afrikaspielen in Algier. Im Oktober startete er bei den Olympischen Jugendspielen in Buenos Aires und gewann dort die Silbermedaille. 2019 erreichte er bei den Afrikaspielen in Rabat das Semifinale über 400 Meter und schied dort mit 46,98 s aus. 2022 gelangte er bei den Afrikameisterschaften in Port Louis mit 46,16 s auf Rang sechs über 400 Meter und gewann mit der sambischen 4-mal-400-Meter-Staffel in 3:05,53 min gemeinsam mit Muzala Samukonga, Patrick Kakozi Nyambe und David Mulenga die Silbermedaille hinter dem Team aus Botswana. Anschließend schied er bei den Commonwealth Games in Birmingham mit 47,22 s im Halbfinale über 400 Meter aus und belegte mit der Staffel in 3:04,76 min den fünften Platz. 2024 kam er bei den Afrikaspielen in Accra im Halbfinale über 400 Meter nicht ins Ziel und siegte mit der Staffel in 2:59,12 min und stellte damit einen neuen Spiele- und Landesrekord auf. Im Mai verpasste er bei den World Athletics Relays in Nassau eine Direktqualifikation mit der 4-mal-400-Meter-Staffel für die Olympischen Spiele in Paris. Im Juni gewann er dann bei den Afrikameisterschaften in Douala in 3:02,56 min gemeinsam mit Patrick Kakozi Nyambe, David Mulemba und Muzala Samukonga die Bronzemedaille hinter den Teams aus Botswana und Kenia. Anschließend gelangte er bei den Olympischen Sommerspielen in Paris mit 3:02,76 min im Finale auf den achten Platz.

## Persönliche Bestleistungen
- 200 Meter: 21,17 s (−0,3 m/s), 12. Dezember 2018 in Gaborone
- 400 Meter: 45,51 s, 10. April 2021 in Lusaka
  - 400 Meter (Halle): 46,73 s, 21. Februar 2020 in Madrid (sambischer Rekord)